# Axel Radlach Pries
Axel Radlach Pries (* 20. Februar 1954 in Köln, Deutschland) ist ein deutscher Mediziner, Professor für Physiologie sowie Präsident des World Health Summit. Er ist verheiratet; das Paar hat eine Tochter.

## Ausbildung und Funktionen
Von 1964 bis 1972 besuchte Axel R. Pries das Friedrich-Wilhelm-Gymnasium in Köln. 1979 legte Axel R. Pries sein Medizinisches Staatsexamen an der Universität zu Köln ab und promovierte im darauffolgenden Jahr zum Dr. med. (summa cum laude). Bis 1983 arbeitete Axel R. Pries als wissenschaftlicher Assistent an der Universität zu Köln, und danach am Institut für Physiologie der Freien Universität Berlin, ab 1985 als Hochschul-Assistent (C1). Im Juli 1990 schloss er seine Habilitation für Physiologie an der Freien Universität Berlin ab und wurde Oberassistent (C2) am Institut für Physiologie, sowie ab 1995 außerplanmäßiger Professor. Von 1997 bis 1998 arbeitete Axel R. Pries als Oberarzt für Anästhesie im Deutschen Herzzentrum Berlin (DHZB), Ende des Jahres 1998 wurde er Professor (C3) am Institut für Physiologie an der Freien Universität Berlin. Von 2001 bis 2015 war er Direktor des Physiologischen Instituts der Charité – Universitätsmedizin Berlin. Von 2015 bis Ende 2022 war er Dekan und Mitglied des Vorstands der Charité – Universitätsmedizin Berlin. Von 2015 bis 2021 war er Vorstandsmitglied des Berliner Instituts für Gesundheitsforschung (Berlin Institute for Health, BIH), dessen Vorstandsvorsitzender (interim) er von 2018 bis 2020 er war. Seit 2021 ist er Präsident des World Health Summit. Zum Beginn des Jahres 2023 hat er die Funktion des Prorektors Humanmedizin an der Danube Private University übernommen.
Von 1984 bis 2014 war Axel R. Pries als Consultant für NIH-Projekte mit Tim Secomb an der University of Arizona in Tucson tätig. Im Rahmen dieser Aktivität verbrachte Pries jährlich einen Monat zur Forschung an der University of Arizona.

## Wissenschaftliche Schwerpunkte
Seine wissenschaftlichen Schwerpunkte aus dem Bereich der Herz-Kreislauf-Physiologie beinhalten die Themen Mikrozirkulation, Organperfusion, Endotheliale Funktion, Endotheliale Oberfläche, vaskuläres Remodeling, Angiogenese, Tumor-Mikrozirkulation und Blut-Rheologie.

## Preise und Auszeichnungen
- 1980: Promotionspreis „Hochhausstiftung“, Universität zu Köln
- 1986: Abbott Microcirculation Award, European Society for Microcirculation
- 1995: Lafon Hemorheology-Microcirculation Award, International Society for Clinical Haemorheology
- 2000: Fellow, European Society of Cardiology
- 2008: Visiting Fellowship, Isaac Newton Institute for Mathematical Sciences, Cambridge/UK
- 2008: Preis der Asian Union for Microcirculation
- 2011: Malpighi Award, European Society for Microcirculation[7]
- 2015: William Harvey Basic Science Lecture and Silver Medal, European Society of Cardiology (ESC)[8]
- 2015: Kitanomaru Award, 10th World Conf. for Microcirculation, Kyoto, Japan
- 2018: Poiseuille Gold Medal, International Society of Biorheology
- 2025: Mitglied der Academia Europaea

## Funktionen in wissenschaftlichen Gesellschaften
Von 1996 bis 2011 war Axel Pries Schriftführer der Gesellschaft für Mikrozirkulation, von 1998 bis 2011 Generalsekretär der European Society for Microcirculation (ESM) und von 2006 bis 2015 Chair des International Liaison Committee for Microcirculation (ILCM). In der European Society of Cardiology nahm Pries ab 1998 unterschiedliche Leitungsfunktionen wahr: von 1998 bis 2000 war er Vorsitzender der „Working Group on Coronary Pathophysiology and Microcirculation“, von 2005 bis 2010 und erneut von 2012 bis 2014 Coordinator for Basic Science im Congress Programme Committee und von 2010 bis 2012 Chair des Council for Basic Cardiovascular Science (CBCS). Von 2006 bis 2015 war er Vorsitzender des weltweiten Koordinationsgremiums für Mikrozirkulation, des International Liaison Committee for Microcirculation (ILCM). Von 2017 bis 2021 war er Mitglied im Board der Biomedical Alliance in Europe, Dachorganisation der bio-medizinischen Fachgesellschaften in Europa. Von 2018 bis 2019 war er Präsident dieser Organisation.

## Publikationen
- Coalescent angiogenesis-  evidence for a novel concept of vascular network maturation. Nitzsche B, Rong WW, Goede A, Hoffmann B, Scarpa F, Kuebler WM, Secomb TW, Pries AR. Angiogenesis. 2022 Feb;25(1):35-45.
- Coronary microcirculatory pathophysiology: can we afford it to remain a black box? Pries AR and Reglin B. European Heart Journal 2017 Feb 14;38(7): 478–488.
- Coronary vascular regulation, remodelling, and collateralization: mechanisms and clinical implications on behalf of the working group on coronary pathophysiology and microcirculation. Pries AR et al. European Heart Journal 2015; 36(45): 3134–3146.
- Making microvascular networks work: angiogenesis, remodeling, and pruning. Pries AR and Secomb TW. Physiology (Bethesda) 2014; 29(6): 446–455.
- Metabolic control of microvascular networks: oxygen sensing and beyond. Reglin B and Pries AR. J Vasc Res 2014; 51(5): 376–392.
- Presentation, management, and outcomes of ischaemic heart disease in women. Vaccarino V, Badimon L, Corti R, de Wit C, Dorobantu M, Manfrini O, Koller A, Pries A, Cenko E, Bugiardini R. Nature Rev Cardiol 2013; 10(9): 508–518.
- Angiogenesis: an adaptive dynamic biological patterning problem. Secomb TW, Alberding JP, Hsu R, Dewhirst MW, Pries AR. PLoS Comput Biol 2013; 9(3): e1002983.
- Precapillary oxygenation contributes relevantly to gas exchange in the intact lung. Tabuchi A, Styp-Rekowska B, Slutsky AS, Wagner PD, Pries AR*, Kuebler WM* (*these authors share senior authorship). Am J Respir Crit Care Med 2013; 188(4): 474–481.
- Excessive erythrocytosis compromises the blood-endothelium interface in erythropoietin-overexpressing mice. Richter V, Savery MD, Gassmann M, Baum O, Damiano ER, Pries AR. J Physiol 2011; 589(21): 5181–5192.
- Pulsatile shear and Gja5 modulate arterial identity and remodeling events during flow-driven arteriogenesis. Buschmann I*, Pries A*, Styp-Rekowska B et al. (*these authors contributed equally). Development 2010; 137(13): 2187–2196.
- The shunt problem: control of functional shunting in normal and tumour vasculature. Pries AR, Hopfner M, Le Noble F, Dewhirst MW, Secomb TW. Nature Rev Cancer 2010; 10(8): 587–593.
- Origins of heterogeneity in tissue perfusion and metabolism. Pries AR and Secomb TW. Cardiovasc Res 2009; 81(2): 328–335.
- Blood flow in microvascular networks. Pries AR and Secomb TW. In: Handbook of Physiology: Microcirculation, edited by Tuma RF, Durán WN and Ley K., Elsevier, 2008, Chap 1, 3–36.
- Remodeling of blood vessels: responses of diameter and wall thickness to hemodynamic and metabolic stimuli. Pries AR, Reglin B, Secomb TW. Hypertension 2005; 46(4): 726–731.
- The endothelial surface layer. Pries AR, Secomb TW, Gaehtgens P. Pflugers Arch 2000; 440(5): 653–666.
- Design principles of vascular beds. Pries AR, Secomb TW, Gaehtgens P. Circ Res 1995; 77(5): 1017–1023. 3
- Resistance to blood flow in microvessels in vivo. Pries AR, Secomb TW, Gessner T, Sperandio MB, Gross JF, Gaehtgens P. Circ Res 1994; 75(5): 904–915.